# Ascensor Monjas

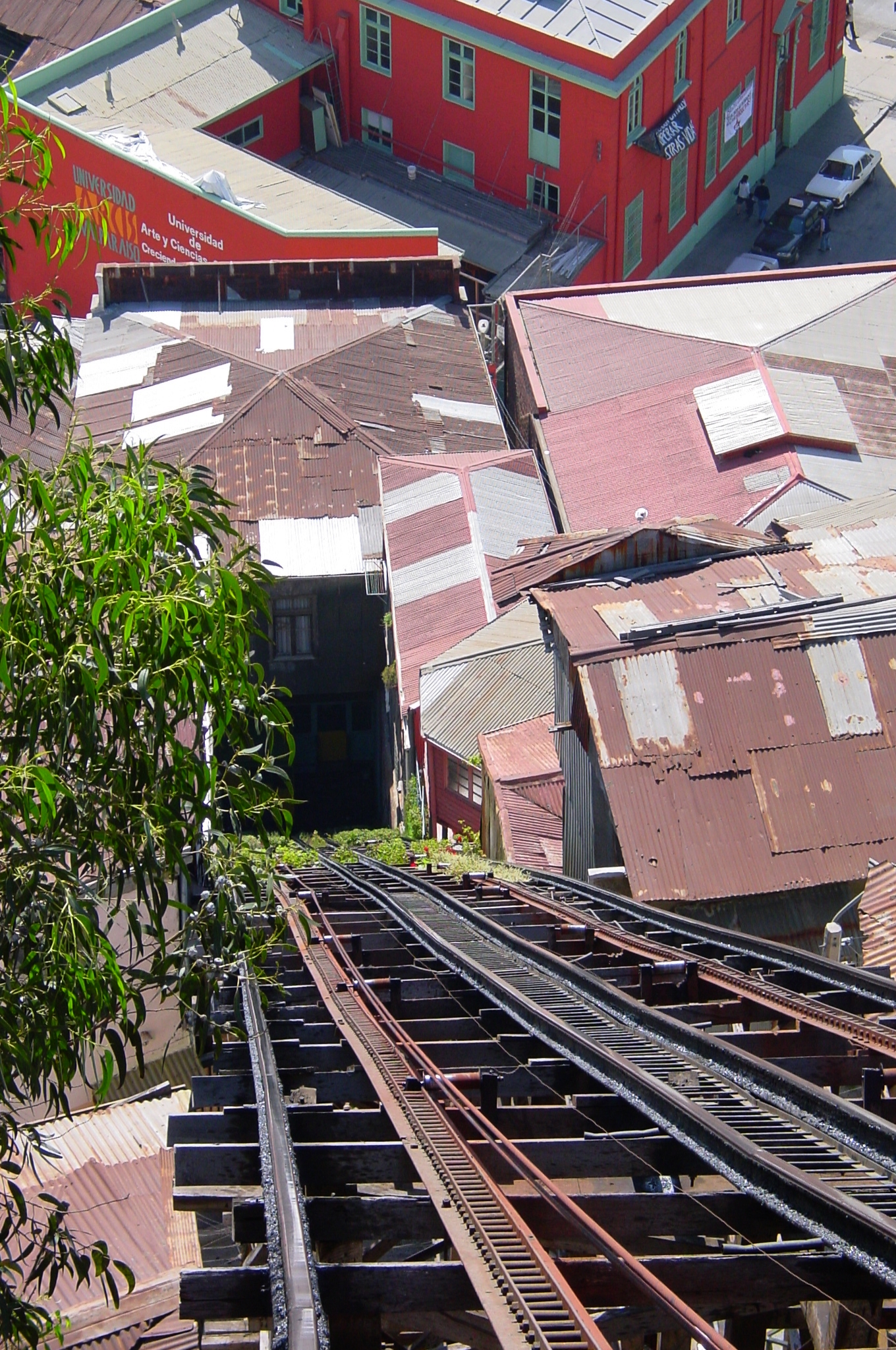
El trayecto del ascensor visto de arriba hacia abajo.

El ascensor Monjas es uno de los 16 ascensores que existen en la ciudad de Valparaíso, Chile. Inaugurado en  junio de 1913, está suspendido sobre el cerro Monjas, donde su estación alta da lugar a la calle Bianchi. Fue declarado Monumento Nacional de Chile, en la categoría de Monumento Histórico, mediante el Decreto Exento n.º 866, del 1 de septiembre de 1998.

## Historia
El ascensor Monjas fue inaugurado en junio de 1913.
En septiembre de 2009, el funicular dejó de funcionar junto al Florida y al Mariposas debido a su pésima rentabilidad y a las pérdidas económicas que ocasionaban.
A partir de 2012, su mantención se encuentra a cargo del Gobierno chileno, que adquirió el funicular junto a otros nueve con el fin de restaurarlos y ponerlos en funcionamiento nuevamente.

## Descripción
Su estación inferior se localiza en una pequeña puerta de la avenida Baquedano. Su estación superior se ubica en calle Bianchi, en el cerro Monjas. Sus rieles empiezan en tierra firme para luego despegarse de la misma gradualmente hasta pasar por encima de calles que se ubican en las faldas del cerro.
El largo total de la trama vertical es de 110 metros y llega a una cota de 45 metros de altura, con una pendiente de 30 grados y un desnivel de 55 metros. La capacidad del ascensor es de 12 personas y el recorrido tiene una duración de un minuto. El terreno ocupado por la pendiente es de 900 m², mientras que en el terreno plano es de 90 m². La estación superior ocupa 450 m² y la inferior 89 m².